# Quilicura
Quilicura este un oraș și comună din provincia Santiago, regiunea Metropolitană Santiago, Chile, cu o populație de 203.946 locuitori (2012) și o suprafață de 57,5 km2.